# Carmen Giardina
Carmen Giardina (Genova, 1963) è un'attrice e regista italiana.

## Biografia
Carmen Giardina, diplomata presso la scuola del Teatro Stabile di Genova è una attrice professionista dal 1988. Ha recitato in teatro, cinema e televisione. 
Il debutto nella regia cinematografica arriva con la vittoria del Premio Cinecittà Digital per la migliore sceneggiatura del corto Turno di notte, poi prodotto da Felice Laudadio per Cinecittà Holding nel 2003. Nel 2020 scrive la sceneggiatura e dirige con Massimiliano Palmese il documentario Il caso Braibanti sul processo-scandalo ad Aldo Braibanti opera per cui ai Nastri d'argento del 2021 

## Filmografia

### Attrice

#### Cinema
- Piccole stelle, regia di Nicola Di Francescantonio (1988)
- Stanno tutti bene, regia di Giuseppe Tornatore (1990)
- Donne con le gonne, regia di Francesco Nuti (1991)
- La fine è nota, regia di Cristina Comencini (1993)
- Quando finiranno le zanzare, regia di Giorgio Pandolfi (1994)
- Bruno aspetta in macchina, regia di Duccio Camerini (1996)
- Finalmente soli, regia di Umberto Marino (1997)
- L'ultimo capodanno, regia di Marco Risi (1998)
- Donne in bianco, regia di Tonino Pulci (1998)
- Animali che attraversano la strada, regia di Isabella Sandri (2000)
- Biuti quin Olivia, regia di Federica Martino (2002)
- Per sempre, regia di Alessandro Di Robilant (2003)
- Piano 17, regia di Manetti Bros (2005)
- Sleeping Around, regia di Marco Carniti (2008)
- L'arrivo di Wang, regia di Manetti Bros (2011)
- Un boss in salotto, regia di Luca Miniero (2014)
- Crushed Lives - Il sesso dopo i figli, regia di Alessandro Colizzi (2015)
- The White Lie, regia di Giovanni Virgiliio (2015)
- Il contagio, regia di  Matteo Botrugno e Daniele Coluccini (2017)
- Un'avventura, regia di Marco Danieli (2019)
- Il quaderno nero dell'amore, regia di Marilù S. Manzini (2021)
- Trafficante di virus, regia di Costanza Quatriglio (2021)

#### Televisione
- L'appartamento – film TV (1997)
- Angelo nero – miniserie TV (1998)
- Un bacio nel buio – film TV (2000)
- Stiamo bene insieme – miniserie TV (2002)
- Il bello delle donne – serie TV (2003)
- Amiche – miniserie TV (2004)
- Affari di famiglia – miniserie TV (2007)
- L'ispettore Coliandro – serie TV (2008)
- R.I.S. Roma - Delitti imperfetti – serie TV, episodio 1x03 (2010)
- Trilussa - Storia d'amore e di poesia – film TV (2013)
- Il commissario Rex – serie TV (2014)
- Permette? Alberto Sordi – film TV (2020)

#### Cortometraggi
- Concertino, regia di Marco Simon Puccioni e Guido Santi (1990)
- Sole, regia di Roberto Di Vito (1995)
- La rivale, regia di Carlo Pisani (2007)
- La grande menzogna, regia di Carmen Giardina (2007)
- Primavera, regia di Marco Danieli (2007)
- È stato solo un click, regia di Tiziana Martini (2020)

### Regista e sceneggiatrice
- Turno di notte (2003) - cortometraggio
- Il caso Braibanti (2020) - documentario
- Bellezza, addio (2023) - documentario in collaborazione con Massimiliano Palmese[3]

### Regista
- Il bianco spara (1997) - cortometraggio
- La grande menzogna (2007) - cortometraggio
- Fratelli minori (2013) - cortometraggio

### Sceneggiatrice
- Sleeping Around, regia di Marco Carniti (2008)

### Regista teatrale
- Azzurro - Stralci di vita (2024) [4]